# Trochidrobia
Trochidrobia é um género de gastrópode  da família Hydrobiidae.
Este género contém as seguintes espécies:
- Trochidrobia inflata
- Trochidrobia minuta
- Trochidrobia punicea
- Trochidrobia smithi